# جف مسترز
جف مسترز (انگلیسی: Geoff Masters؛ زاده ۱۹ سپتامبر ۱۹۵۰) یک تنیس‌باز اهل استرالیا است.